# 울진 봉평리 신라비
울진 봉평리 신라비(蔚珍 鳳坪里 新羅碑)는 대한민국 경상북도 울진군 죽변면 봉평리에 있는 신라시대의 비석이다. 1988년 11월 4일 대한민국의 국보 제242호로 지정되었다.

## 개요
1988년 1월 죽변면 봉평 2리 118번지 논에서 객토를 하기 위해 채토작업을 하던 중 노출되어 석비임이 확인되었다. 오랜 동안 땅속에 묻혀 있었던 까닭으로 비문의 일부가 마멸되어 정확한 판독이 어려우나 신라 법흥왕 11년(524년)에 건립된 것으로 추정된다.당시 신라가 영토확장으로 동해안 지역에 실직주(悉直州)를 설치하고 이곳 거벌모라(居伐牟羅,봉평)지역을 새로 편입함에 따라 주민들의 신라 부속반대를 위한 항쟁사태가 일어나자 신라가 이를 응징하기 위해 육부회의(六部會議)를 열고 대인(大人)을 파견하여 벌을 주고, 다시 대항하지 않도록 하기 위한 방편 및 신라의 힘을 과시하기 위한 목적으로 이 비를 세운 것으로 추정된다.
비는 사각장방형의 자연석 화강암에 한 면을 다듬어 비문을 새겼는데, 규모는 작지만 형태는 고구려 장수왕 2년(414년)에 세운 광개토대왕비와 유사한 고구려계의 특징을 보이고 있다.비문은 예서풍의 10행 398자로 이루어져 있다. 완벽한 판독문이 제시되어 있지는 않으나 당시 신라가 동해안 지역에까지 영토를 확장하였으며 노인법, 장형의 기술로 볼 때 법흥왕이 율령을 반포했다는 삼국사기의 기록과 부합된다. 또한 신라 육부(六部)의 언구가 있는 점으로 보아 육부회의가 이 때에도 행해졌음을 알 수 있고, 법흥왕을 매금왕(寐錦王)이라 했으며 각 부의 여러 신료들과 함께 명령을 내려 당시 신라 왕권의 한계를 보여주기도 한다.이 비는 당시의 신라영토, 율령체제, 왕권의 한계, 관료제도 등을 알 수 있는 자료로 가치가 크다.

## 사진

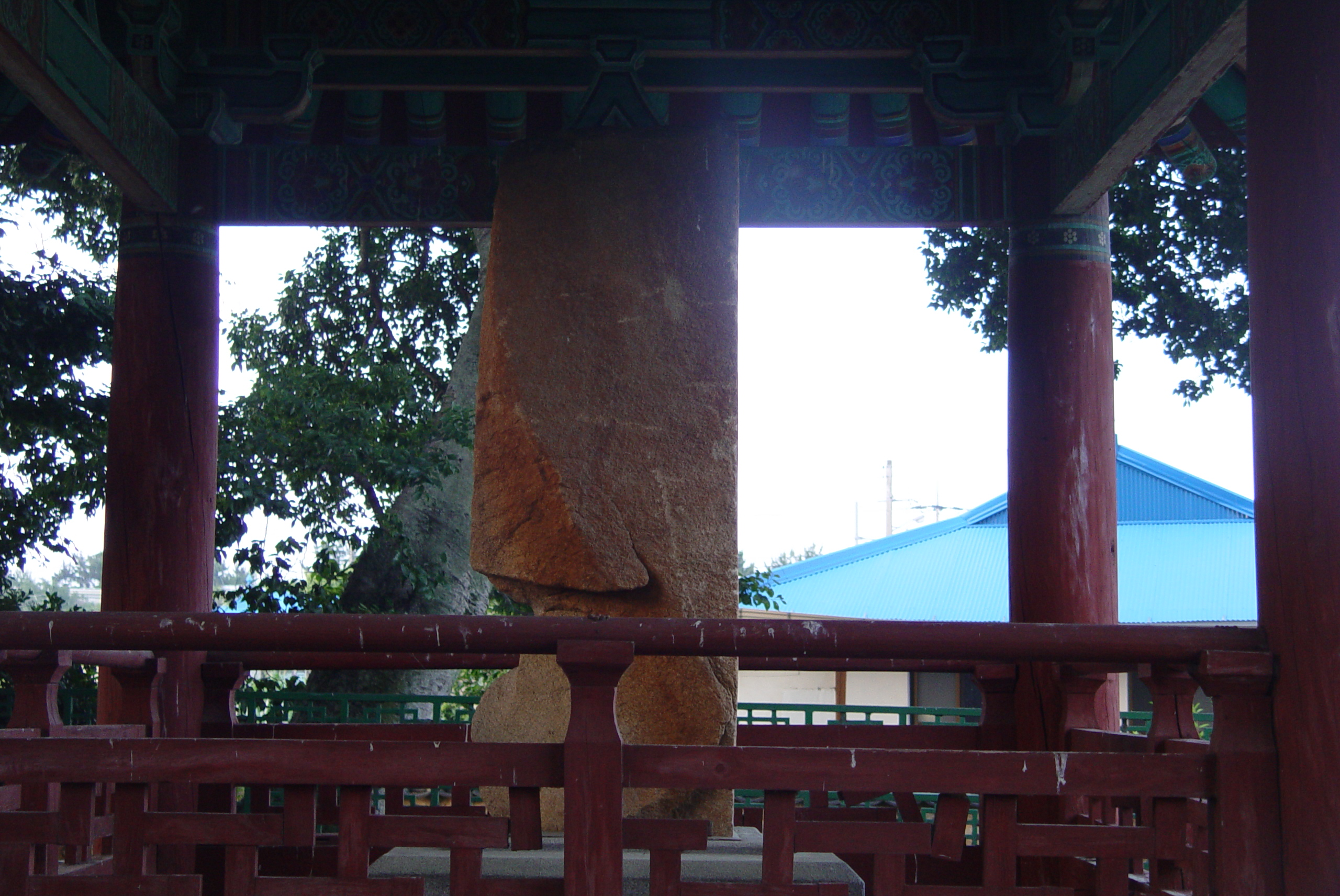
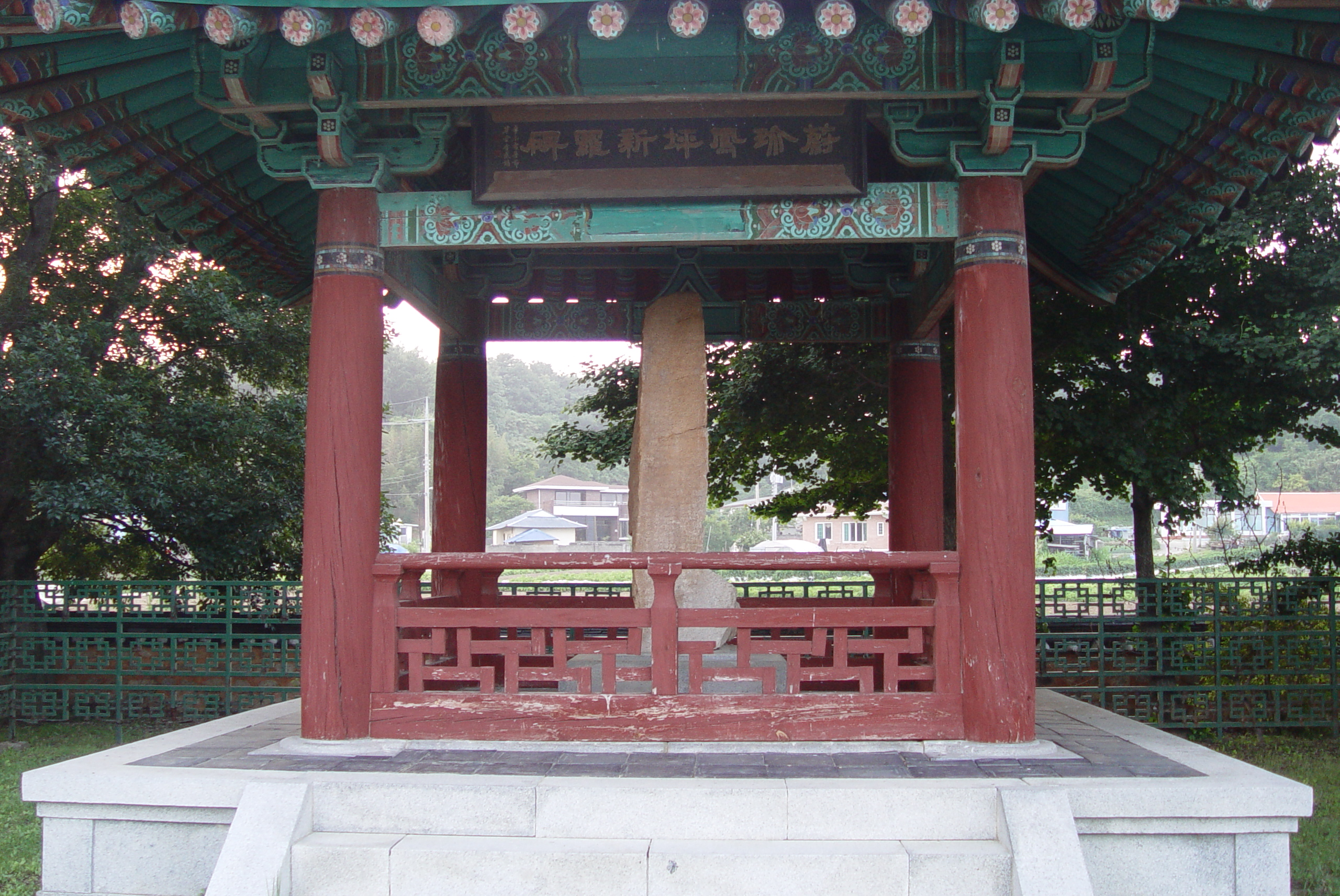

## 같이 보기
- 포항 냉수리 신라비

## 참고 자료
- 울진 봉평리 신라비 - 국가유산청 국가유산포털